# Parafia św. Jana Marii Vianneya i Narodzenia Najświętszej Maryi Panny w Wipsowie
Parafia św. Jana Marii Vianneya i Narodzenia Najświętszej Maryi Panny w Wipsowie – parafia rzymskokatolicka, znajdująca się w archidiecezji warmińskiej, w dekanacie Barczewo. W parafii posługują księża archidiecezjalni. Według stanu na październik 2018 proboszczem parafii był ks. mgr lic. Jan Mucha. Zgodnie ze stanem na czerwiec 2023 proboszczem parafii jest ks. Andrzej Turczyn